# Beekman Winthrop

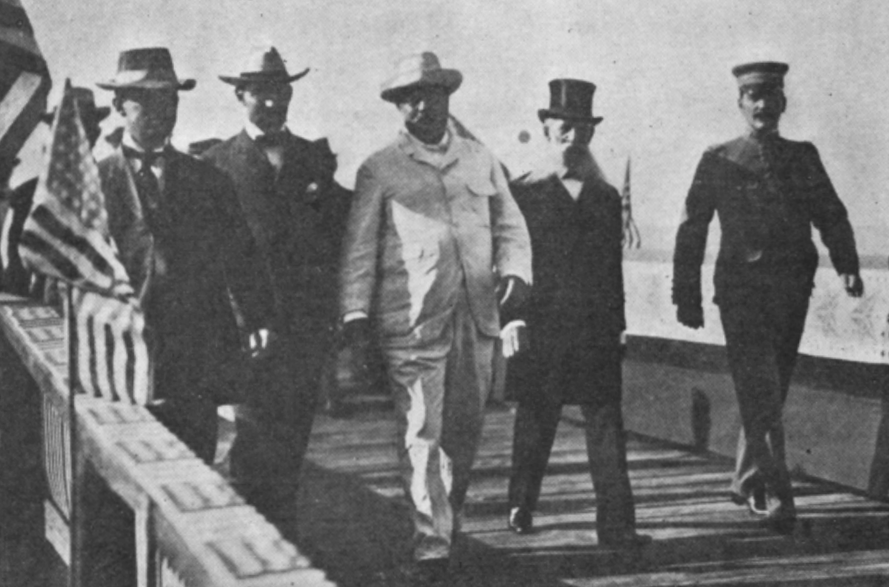
Theodore Roosevelt và Winthrop tại Ponce, Puerto Rico năm1906

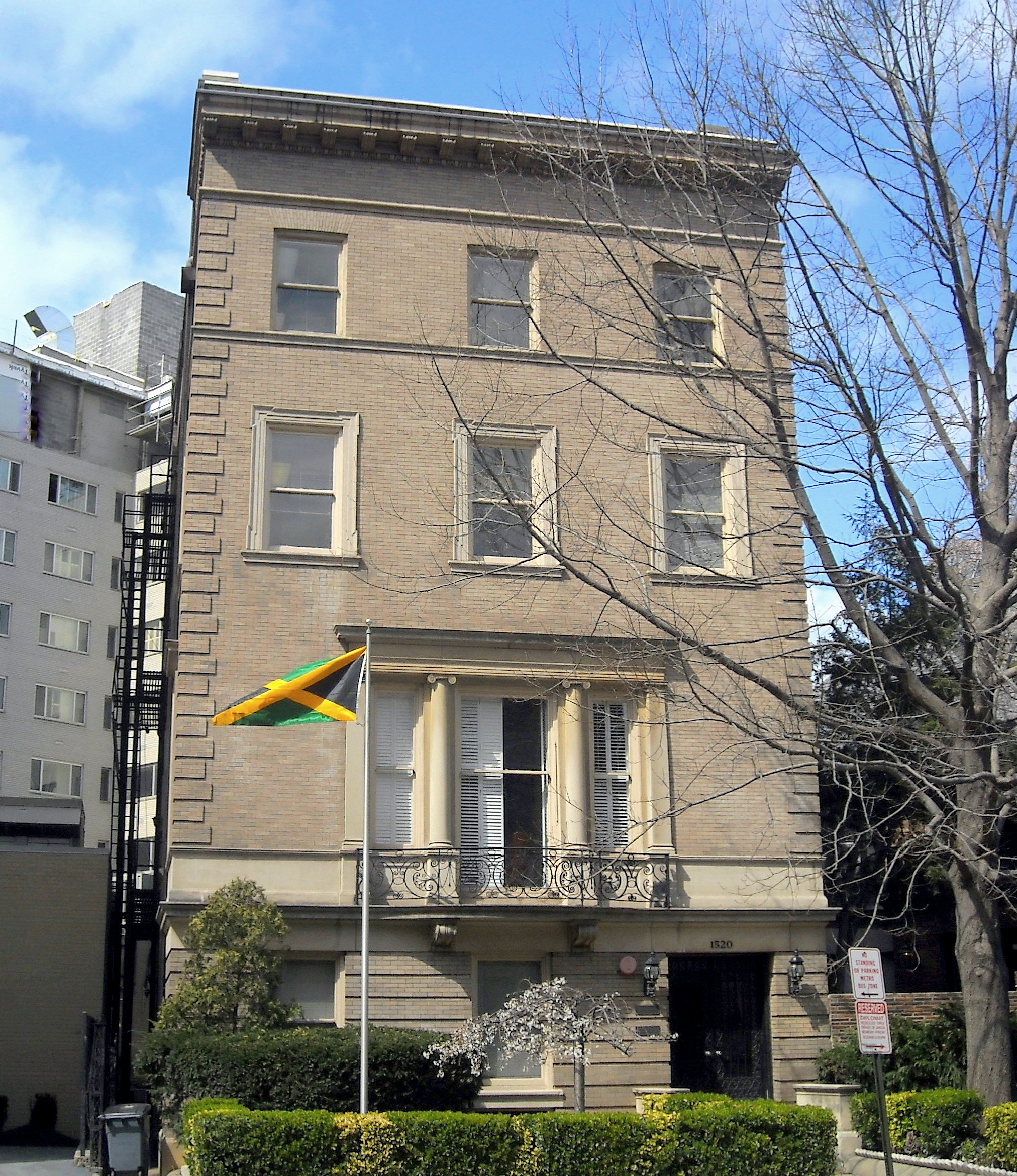
Nơi từng sống và làm việc của Beekman Winthrop ở Washington, D.C.

Beekman Winthrop (18 tháng 9 năm 1874 - 10 tháng 11 năm 1940) là một luật sư, quan chức chính phủ và chủ ngân hàng người Mỹ. Ông từng là cựu Thống đốc Puerto Rico từ năm 1904 đến 1907, là Trợ lý Bộ trưởng Tài chính vào năm 1907-1909, và Trợ lý Bộ trưởng Hải quân vào năm 1909-1913.